# Torymus baudysi
Torymus baudysi är en stekelart som beskrevs av Boucek 1954. Torymus baudysi ingår i släktet Torymus och familjen gallglanssteklar. Arten är reproducerande i Sverige. Inga underarter finns listade i Catalogue of Life.